# Барон Синклер Кливский
Барон Синклер Кливский из Клива в графстве Сомерсет — наследственный титул в системе Пэрства Соединённого королевства. Он был создан 22 января 1957 года для британского предпринимателя и государственного служащего Роберта Синклера (1893—1979). Он занимал посты президента международной табачной компании Imperial Tobacco, генерального директора потребностей армии в военном министерстве (1939—1942) и главного руководителя в министерстве военной промышленности (1943—1945). 
По состоянию на 2024 год носителем титула являлся его внук, 3-й барон Синклер Кливский (род. 1953), который сменил своего отца в 1985 году.

## Бароны Синклер из Клива (1957)
- 1957—1979: Роберт Джон Синклер, 1-й барон Синклер Кливский (29 июля 1893 — 4 марта 1979), сын Роберта Генри Синклера (1851—1923)[1];
- 1979—1985: Джон Роберт Килгур Синклер, 2-й барон Синклер Кливский (3 ноября 1919 — 27 августа 1985), старший сын предыдущего[2];
- 1985 — настоящее время: Джон Лоуренс Роберт Синклер, 3-й барон Синклер Кливский (род. 6 января 1953), единственный сын предыдущего[3]

Нет наследников баронского титула.